# Häggenås-Lit-Kyrkås församling
Häggenås-Lit-Kyrkås församling är en församling i Norra Jämtlands kontrakt i Härnösands stift. Församlingen ligger i Östersunds kommun i Jämtlands län.
Församlingen utgör ett eget pastorat.

## Administrativ historik
Församlingen bildades den 1 januari 2010 genom sammanslagning av Häggenås, Lit och Kyrkås församlingar. Pastoratet bildades 2002 för de tre församlingarna.

## Kyrkor
- Häggenås kyrka
- Lits kyrka
- Kyrkås gamla kyrka
- Kyrkås nya kyrka